# Ouragan Patricia
L’ouragan Patricia est le cyclone tropical le plus intense jamais observé dans l'hémisphère occidental en termes de pression atmosphérique et le plus fort à l'échelle mondiale en matière de vitesse maximale des vents soutenus mesurés de manière fiable,.
Formé à partir d'une perturbation tropicale près du golfe de Tehuantepec à la mi-octobre 2015, Patricia est devenue une dépression tropicale le 20 octobre. Se développant d'abord lentement. Le système est devenu plus tard une tempête tropicale, la vingt-quatrième de la saison 2015 des ouragans du Pacifique nord-est. Cependant, des conditions environnementales exceptionnellement favorables ont alimenté une intensification explosive le 22 octobre. Un œil bien défini est apparu au sein de l'intense couvert central dense et Patricia est passée d'une tempête tropicale à un ouragan de catégorie 5 en seulement 24 heures. Le taux d'intensification a été plus important que toute autre ouragan de l'océan Pacifique depuis les débuts en 1960 de l'imagerie par satellite, à l'exception de l'ouragan Linda en 1997 qui s'est intensifié à un taux similaire.
L'ouragan a touché la côte ouest du Mexique à 23 h 15 UTC (18 h 15 locale) le 23 octobre à Cuixmala, juste au nord-ouest de Manzanillo, et des vents de 130 nœuds (241 km/h) ont été rapportés. Par la suite, il s'est rapidement affaibli en entrant dans les terres le 24 octobre et a été absorbé par une dépression non tropicale dans le sud-est du Texas.
Le précurseur de Patricia a donné des pluies diluviennes en Amérique centrale. Des centaines de milliers de personnes ont été directement touchées par la tempête, principalement au Guatemala. Au moins six décès ont été attribués à l'événement: quatre au Salvador, un au Guatemala et un au Nicaragua avant qu'elle devienne un ouragan. Malgré l'intensité extrême de Patricia lorsque l'ouragan a touché le Mexique, les dommages ont été plus limités (autour de 323 millions $US) qu'attendus sur ce pays et seulement 7 décès y furent rapportés. Ses restes ont également fait pour 52,5 millions $US en dommages dans le sud du Texas.
Surtout à cause de l'intensité de cet ouragan, le nom Patricia fut retiré des listes futures de noms par l'Organisation météorologique mondiale le 15 avril 2016 à l'occasion de la rencontre annuelle du comité sur les cyclones tropicaux. Il sera remplacé par Pamela pour la saison cyclonique 2021 dans le Pacifique nord-est,.

## Évolution météorologique

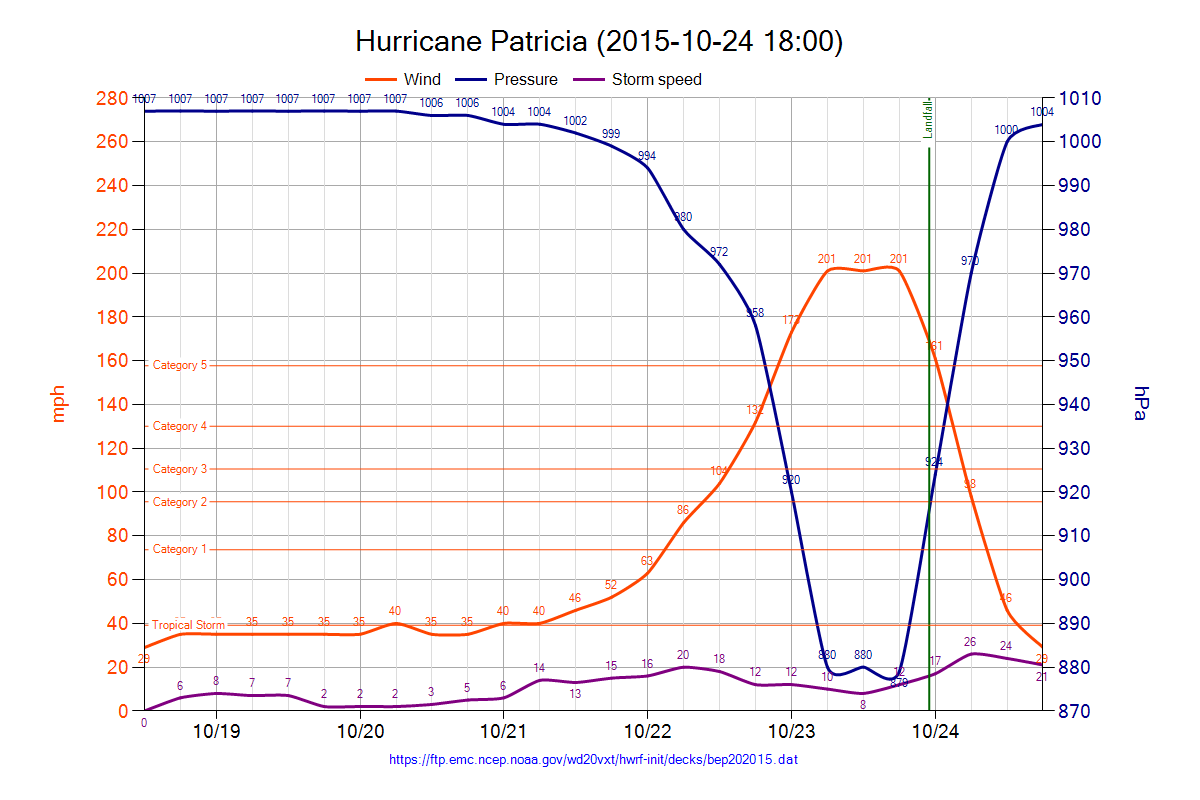
Variation de la pression, des vents et de la vitesse de déplacement de l'ouragan.

Le 14 octobre, 2015, le National Hurricane Center (NHC) a commencé à surveiller la possibilité de cyclogénèse tropicale au-dessus du Pacifique oriental, près du golfe de Tehuantepec. Le 17 octobre, une large zone d'averses et d'orages, couvrant plusieurs centaines de kilomètres de l'Amérique centrale et des eaux adjacentes du Pacifique, est apparue. Les conditions étant favorables, la convection s'est régulièrement organisée et un centre de rotation est apparu. Le système a par ailleurs interagi avec un fort vent de couloir sortant de l’isthme de Tehuantepec le 18 octobre, ce qui a retardé temporairement son développement. Dérivant vers l'ouest-sud-ouest dans les vents d'une crête barométrique sur le golfe du Mexique, la perturbation s'est consolidée et à 15 h 0 UTC, le système a pu être classé comme la dépression tropicale Vingt-E à environ 715 km à l'est-sud-est d'Acapulco, au Mexique.
Des conditions atmosphériques exceptionnellement favorables (cisaillement du vent léger, température de surface de la mer et taux d'humidité élevés à 30 °C ou plus) ont permis à un petit noyau interne de se développer pour donner une tempête tropicale à 3 h 0 UTC le 21 octobre,.
Pour des raisons inconnues, le système s'est sensiblement détérioré plus tard ce même jour et ses bandes de précipitations sont devenus mal organisées. Cette phase a été de courte durée puisque la convection a repris le 21 octobre et un couvert nuageux dense dans la partie centrale s'est formé. Un œil est apparu dès le début 22 octobre. Le système a atteint la force d'ouragan vers 9 h 0 UTC ce même jour et s'est mis à s'intensifier rapidement. Les données d'un avion de reconnaissance ont démontré que Patricia avait atteint la catégorie 4 sur l'échelle de Saffir-Simpson à 18 h 0 UTC. Les modèles du National Hurricane Center ont gravement sous-évalué l'aggravation du cyclone et ont sous-estimé la vitesse des vents de 66 milles par heure (106 km/h) alors qu'habituellement les erreurs de prévisions sont de l'ordre de 16 milles par heure (26 km/h).

Animation satellitaire des nuages de l'ouragan Patricia, avec rehaussement des températures, approchant le Mexique le 23 octobre.

Durant les première heures du 23 octobre, le mur de l'œil avait un diamètre intérieur de 19 km et la température au sommet des cumulonimbus avait atteint −90 °C ; Patricia avait atteint la catégorie 5 de l'échelle d'intensité,. En se basant sur l'analyse satellite, Patricia est estimé avoir acquis des vents maximums soutenus de 260 km/h et une pression centrale estimée de 924 hPa. En l'espace de 24 heures, les vents de Patricia ont augmenté de 155 km/h soit le taux d'intensification le plus important d'un ouragan dans l'océan Pacifique depuis la prise d'images par satellite météorologique (1960) avec seulement l'ouragan Linda en 1997 comme compétition.
Vers 5 h 30 UTC le 23 octobre, un avion de reconnaissance a mesuré ses vents à 332 km/h à basse attitude, ce qui donnait une valeur de surface estimée 295 km/h, et une pression de surface de 892 hPa. Ces données classaient Patricia comme l'ouragan le plus intense jamais enregistré dans le Pacifique nord-est pour ce qui est de la pression et à égalité pour les vents les plus forts avec l'ouragan Linda. Patricia a continué à s'intensifier et une nouvelle reconnaissance a relevé que le système est devenu le plus fort cyclone tropical dans l'hémisphère occidental (centre et est de l'océan Pacifique et océan Atlantique nord), avec des vents maximums de 325 km/h et une pression de 879 hPa. Le record précédent avait été établi en Atlantique nord par l'ouragan Wilma en 2005. En outre, ce sont les vents soutenus les plus élevés jamais observés ou estimés de manière fiable à l'échelle mondiale dans un cyclone tropical, dépassant le typhon Haiyan de 2013 (bien que les vents dans Haiyan aient été estimés seulement par des observations satellitaires ce qui donne une plus grande erreur de mesure).
L'ouragan a touché la côte ouest du Mexique à 23 h 15 UTC (18 h 15 locale) le 23 octobre à Cuixmala, à 85 kilomètres à l'ouest-nord-ouest de Manzanillo. Des vents de 266 km/h ont été rapportés au sol dans la région touchée. Une station météorologique automatique du NWS dans la réserve de biosphère de Chamela-Cuixmala a rapporté à une altitude de 90 m des vents soutenus de 298 km/h avec des rafales de 340 km/h mais ces données n'étaient pas homologuées.
Patricia s'est ensuite dirigé vers le nord-est et, à cause de la friction avec le relief montagneux, son intensité a rapidement diminué. À 12 h UTC (7 h locale) le 24 octobre, Patricia est retombé au niveau de tempête tropicale à 55 km au nord-est de Zacatecas et ses vents maximums soutenus n'étaient plus que de 80 km/h. À 15 h UTC, le système n'était plus qu'une dépression tropicale. Durant les 12 heures suivantes, Patricia est devenu un simple creux barométrique absorbé par une dépression non tropicale sur le sud-est du Texas, apportant des quantités de pluie importantes sur la région du Nord-Ouest du golfe du Mexique.

### Convection dans le mur de l'œil
Les phénomènes les plus violents se produisent dans et sous le mur de l'œil qui est une ceinture de cumulonimbus entourant l'œil du cyclone. La température au sommet des cumulonimbus de Patricia est descendue en deçà de −90 °C selon les données satellitaires, soit à une altitude très élevée en considérant l'atmosphère normalisée. Comme le sommet des cumulonimbus est à la tropopause ou un peu au-dessus, celle-ci était nettement soulevée à l'aplomb du mur de l'œil (voir niveau d'équilibre convectif). La NOAA et la NASA ont affrété des avions survolant le cyclone ou le traversant au niveau du mur pour mesurer ses caractéristiques.
L'aéronef de la NASA a lancé des catasondes au-dessus du nuage et ces sondes sont soit descendues vers le sol ou furent détruites à cause des conditions atmosphériques extrêmes. Ainsi, au moment de l'acmé du cyclone le 23 octobre, la tropopause s'était élevée à 18,6 km au-dessus du mur. Cette valeur quoique importante n'est pas extrême vu que certains cumulonimbus peuvent s'élever jusqu'à 70 000 pieds (21,3 km). Il en est de même pour les courants ascendants et descendants. Des courants ascendants de 27,4 m/s furent mesurés par les catasondes, mais aucun courant descendant supérieur à 10 m/s ne fut détecté.
Cependant, l'avion de reconnaissance de la NOAA immatriculé N43RF (surnommé « Miss Piggy ») a rencontré dans le mur de l'œil des ascendances de 26,1 m/s et des descendances de 16,2 m/s, ainsi que des accélérations verticales de 3 g, en entrée et en sortie du mur de l'œil le 23 octobre 2015 à 17 h 33 UTC. Ces valeurs ne sont pas extrêmes car un orage supercellulaire peut engendrer des courants ascendants de 45 m/s voire plus. Cependant, les vents horizontaux ont atteint 99 mètres par seconde (356 km/h). À titre de comparaison, la vitesse terminale d'un homme en chute libre est de l'ordre de seulement de 60 à 70 mètres par seconde (252 km/h).

## Préparatifs

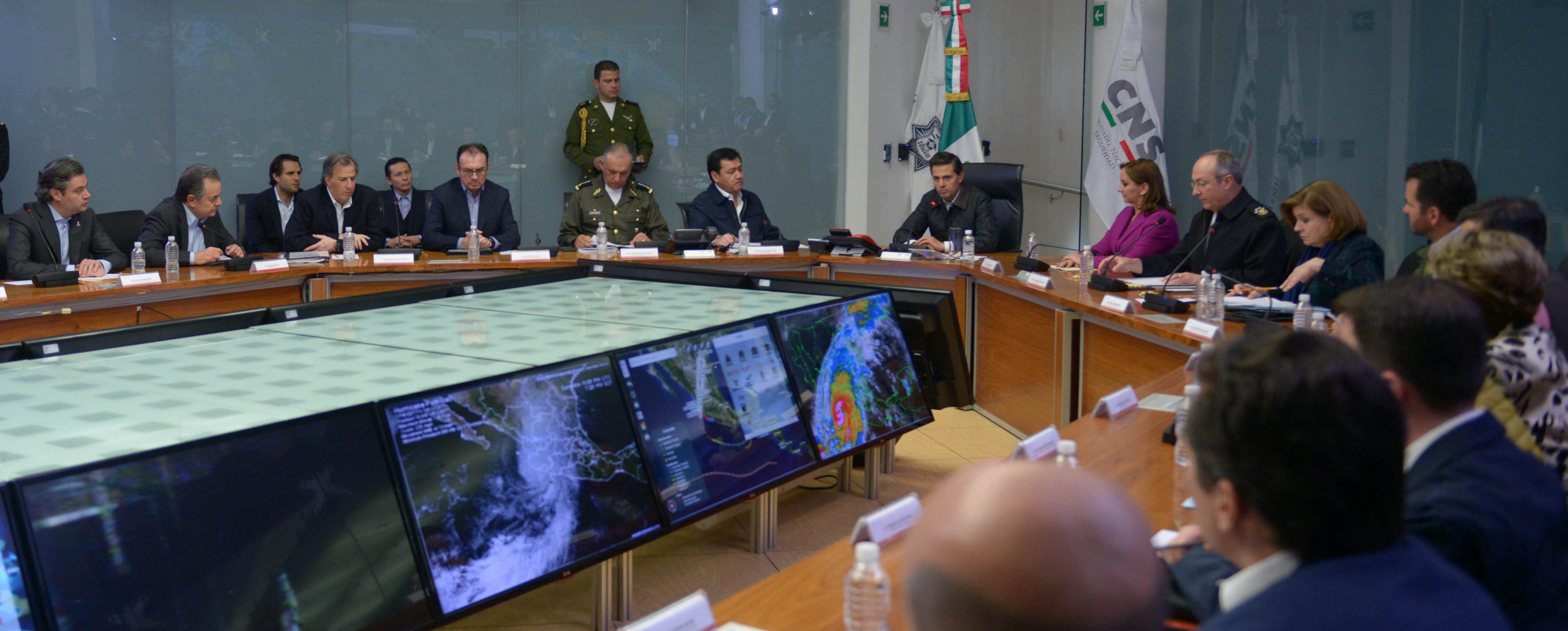
Le cabinet du président mexicain Enrique Peña Nieto tenant une réunion le 23 octobre pour discuter de l'état d'urgence causé par l'arrivée de Patricia.

Avant l'arrivée de l'ouragan Patricia, le gouvernement du Mexique a émis plusieurs veilles et des avertissements pour les communautés côtières. La première veille a été émise dès 9 heures UTC le 21 octobre, englobant les États de Michoacán, Colima et Jalisco. Des avertissements de tempête tropicale puis d'ouragan ont suivi, élargissant la zone menacée. À la suite du rehaussement de Patricia à la catégorie 5 de l'échelle de Saffir-Simpson, le National Hurricane Center américain a averti que les conséquences de la tempête pourraient être catastrophiques.
Les écoles à travers Guerrero et Jalisco ont suspendu leurs activités, respectivement les 22 et 23 octobre. Dans les États mexicains de Michoacán, Colima, Jalisco et Nayarit, 1 782 refuges ont été ouverts le 22 octobre pour recevoir jusqu’à 258 000 personnes. Les responsables de la protection civile avaient prévu d'évacuer environ 50 000 personnes de Colima, Jalisco et Nayarit. Les autorités de Manzanillo ont commencé à distribuer des sacs de sable le même après-midi.
Pour accélérer le processus d'évacuation, 2 avions et 600 autobus ont été utilisés. Finalement, seulement 8 500 personnes ont été évacuées avant l'arrivée de la tempête, dont 2 600 à Cabo Corrientes,. Une personne est morte lors de l'évacuation dans l'État de Jalisco. Environ 25 000 personnes soldats, marins et policiers fédéraux mexicains ont été déployés préventivement. La Croix-Rouge mexicaine a prépositionné de la nourriture pour 3 500 familles.
La ville de Puerto Vallarta a été mise en état d’alerte le 23 octobre pour se préparer aux vents violents et à l’onde de tempête,. Les aéroports de Puerto Vallarta, Manzanillo et Tepic ont été fermés le 23 octobre mais les autorités ont annoncé le jour suivant qu'un pont aérien serait mis en place pour évacuer les voyageurs des zones les plus touchées par l'ouragan.

## Impact

### Amérique centrale

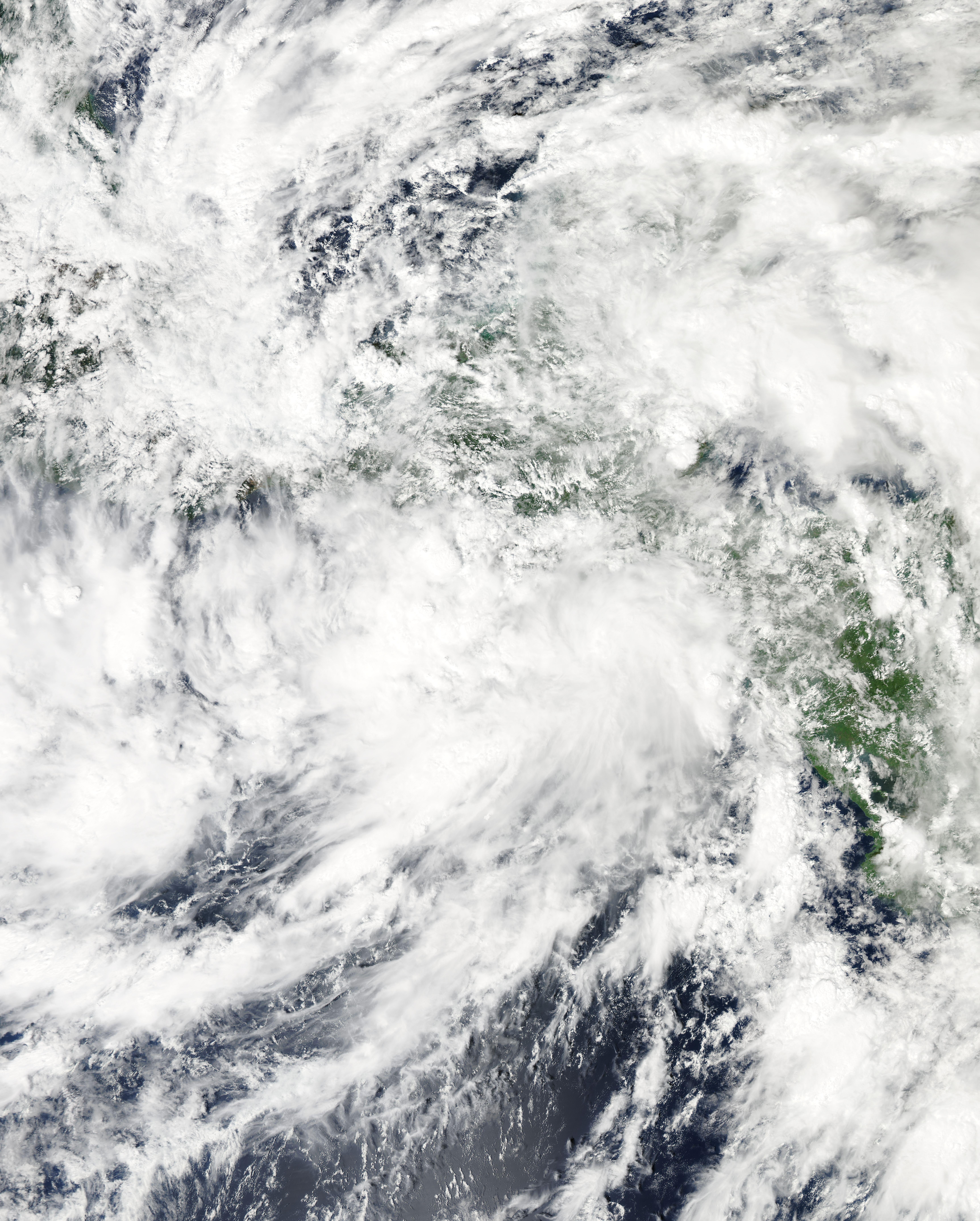
Le large système précurseur à Patricia le 17 octobre sur l'Amérique centrale.

Les fortes pluies associées au précurseur de Patricia ont provoqué des inondations et des glissements de terrain en Amérique centrale. Une personne a été tuée dans le département d'Alta Verapaz et environ 2 100 personnes ont été évacués à travers le Guatemala,. Un total de 442 maisons et 28 200 ha de cultures ont été endommagés tandis qu'environ 223 000 personnes ont été touchées par les inondations,. Les représentants du gouvernement ont déployé des équipes d'urgence et 40 millions de quetzal (5,4 millions $US) ont été fournis pour les opérations de secours.
Au Salvador voisin, entre 160 et 185 mm de pluie sont tombés, provoquant des inondations similaires. Des dizaines de maisons ont été touchées et quatre personnes ont été tuées,. La rivière Goascorán a débordé deux fois en deux jours, inondant les communautés environnantes et les autorités ont suspendu les activités scolaires à travers tout le pays le 19 octobre.
Au Nicaragua, un glissement de terrain a enseveli quatre mineurs dans la région de Bonanza ; l'un est mort tandis que les autres ont été secourus. Le fleuve Ulúa au Honduras a débordé de ses rives pour la première fois en 17 ans, le 18 octobre, provoquant l'évacuation de plus de 200 personnes,. Finalement, les inondations ont endommagé 10 maisons à Jacó au Costa Rica.

### Mexique

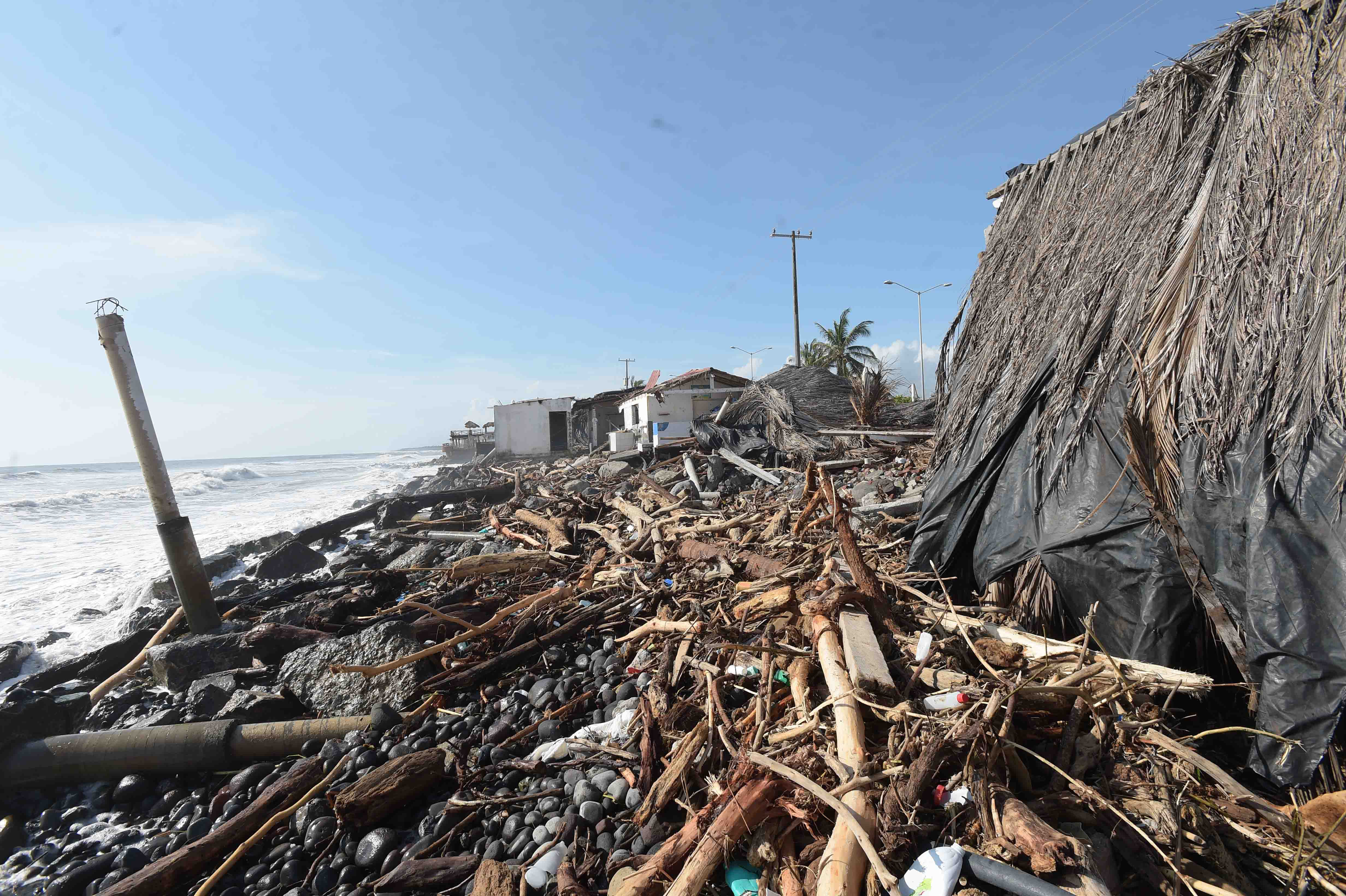
Dommages sur la côte de l'État de Colima.

Un total de six morts a été rapporté au 25 octobre. Dans l'État de Coahuila, un arbre déraciné a tué deux personnes en tombant et une femme a dû être hospitalisée. Quatre autres personnes ont été tuées dans un accident d'automobile dans le sud de Jalisco, deux des victimes sont mortes dans l'épave et les deux autres sont décédées à l'hôpital,.
Le centre de la tempête a évité les villes portuaires les plus populeuses de Manzanillo et Puerto Vallarta, celles-ci n'ont été frappées que par la périphérie du système. Par contre, la tempête est passée à travers des petits villages ruraux, démolissant les maisons faites de briques et de toitures en métal ondulé. Les vents ont non seulement déraciné les arbres mais les ont effeuillés auparavant. Dans les petits villages comme Chamela, les maisons ont été détruites mais les habitants avaient tous été évacués. Les lignes de communications ont été coupées le long de la trajectoire de l'ouragan et 235 528 résidents ont été privés d'électricité.
Un rapport préliminaire dans l'État de Colima a montré que les dégâts étaient localisés mais sévères. Deux cents écoles, 107 centres de santé, 34 installations sportives et 11 645 hectares de sol agricole y ont été affectés par la tempête. La récolte de bananes a été particulièrement touchée avec des pertes estimées à 500 millions de pesos (30,2 millions $US). Une estimation des coûts non agricoles se montaient à plus de 112 millions de pesos (6,8 millions $US),. Selon le secrétaire au Tourisme, José Calzada, environ 350 arbres ont été arrachés et selon le ministre des Transports, Ruiz Esparzades, des glissements de terrain ont coupé l'autoroute entre Colima et Manzanillo.
Dans l'État voisin, de Jalisco, environ 9 000 maisons ont été endommagées ou détruites. Plus de 24 000 ha de cultures ont été touchés à travers l'État, dont des pertes totales sur 10 684 ha d'entre elles, pour des dommages s'élevant à environ 168 millions de pesos (10,1 millions de $US).
Bien que Patricia ait touché terre plus à l'ouest, les dommages dans l'État de Michoacán ont été importants.
De nombreuses communautés ont été temporairement isolées, les routes étant impraticables ou emportées par les inondations. Ainsi une partie de la route 200 a été fermée près d'Aquila. Dans la ville de Coahuayana, environ 400 maisons ont été détruites et 150 ont été gravement endommagées dans la municipalité Arteaga. 10 000 ha de terres agricoles ont subi des dégâts et les pertes se sont élevées à 2,5 milliards de pesos (151,2 millions $US).
Les restes de Patricia ont apporté de fortes pluies sur une grande partie du Nord du Mexique. Jusqu'à 193 mm de pluie a été notvée dans le Tamaulipas, entraînant des inondations. Des dizaines de structures ont subi dommages et des centaines de clients ont été laissés sans électricité, particulièrement des zones de Reynosa et Río Bravo.
Un vraquier de 224 m, le Los Llanitos, a été jeté sur la côte près de Barra de Navidad, Jalisco. Son équipage de 27 personnes a pu être sauvé par un hélicoptère militaire.

#### Secours
Quelque 5 791 fusiliers marins ont été déployés pour aider à la récupération et aux secours. Les sauveteurs ont atteint certaines des zones les plus touchées le lendemain de l'arrivée de Patricia. Le Secrétariat du Développement social du Mexique a débloqué 250 millions de pesos (15,1 millions de $ US) pour les secours au Jalisco. Le courant a été rétabli à 88 % dans les deux jours de la tempête. Les volontaires de la Croix-Rouge ont commencé l'évaluation et la distribution d'aide humanitaire dans les 24 heures.
Le 27 octobre, le secrétaire à l'environnement et aux ressources naturelles du Mexique a annoncé un fonds initial de 5,3 millions de pesos (318 000 $US), par l'entremise du Programme d'emploi temporaire (Programa de Empleo Temporal), pour aider à stimuler la reprise économique au Colima. Le 28 octobre, 15 des 125 municipalités de l'État de Jalisco ont été déclarées zones sinistrées. Seuls 6 600 ha des plus de 24 000 ha agricoles touchées étaient couverts par une assurance. Le 29 octobre, le fonds d'indemnisation en cas de catastrophe naturelle pour l'élevage a alloué 150 millions de pesos (9 millions $US) aux zones agricoles touchées par la tempête, dont 76 millions de pesos pour le Jalisco.

### Texas

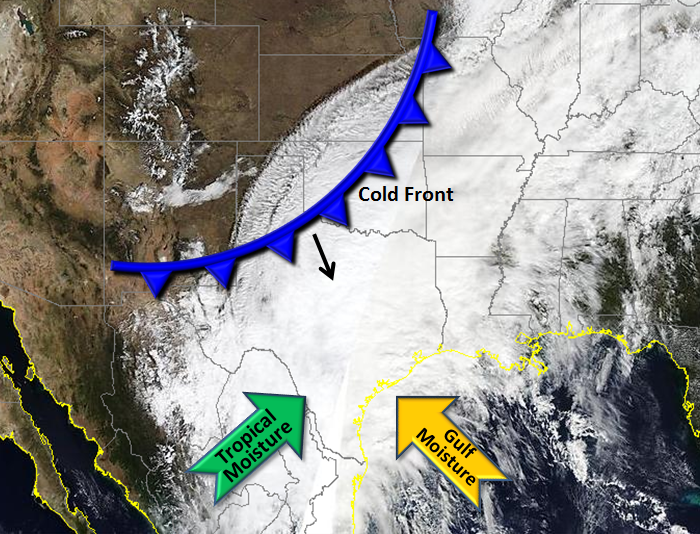
De l'air chaud et humide venant des restes de Patricia, s'ajoute à de l'air tropical venant du golfe du Mexique et au front froid.

Une dépression non tropicale a donné des pluies abondantes avant l'arrivée de Patricia sur le Texas. Des accumulations jusqu'à 510 mm ont été rapportées, causant des inondations sur une très large région, coupant routes et chemins de fer, saturant les sols,.
L'humidité devançant les restes de Patricia, entrant en interaction avec un front froid et l'humidité ambiante apportée depuis plusieurs jours du golfe du Mexique, ont exacerbé ces conditions. En mi-journée le 24 octobre, des orages se sont développés sur le sud-est de l'État donnant entre 75 et 175 mm de pluie. Des inondations et crues soudaines se sont produites dans la région de Laredo et les comtés de Duval, Jim Wells, Kleberg et Nueces. La dépression déjà présente s'est renforcée et des vents de 80 km/h ont été rapportés le long des côtes.
Plusieurs activités ont été remises et les qualifications du Grand Prix de Formule 1 de 2015 à Austin (Circuit des Amériques) ne se sont tenues qu'à partir de 9 h locale le 25 octobre, après un jour de délai.

## Statistiques

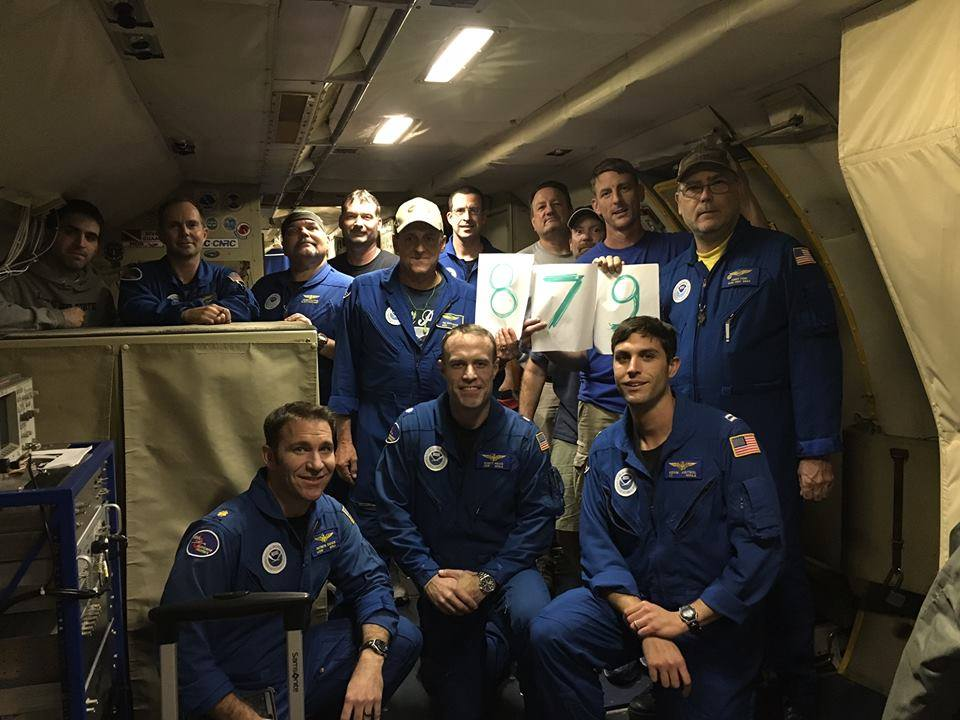
L'équipage de l'avion de reconnaissance de la NOAA qui a fait la mesure historique de 879 hPa, photo prise le 23 octobre.

Avec des vents maximums soutenus de 325 km/h et une pression minimale de 879 hPa mesurés par un avion de reconnaissance, l'ouragan Patricia était le cyclone tropical le plus intense jamais observé dans le Pacifique central et nord-est, ainsi que dans l'Atlantique nord. Il a dépassé le record de vent soutenus précédent de 305 km/h détenu par l'ouragan Allen de 1980 et a éclipsé le record de pression de 882 hPa de l'ouragan Wilma de 2005. Le détenteur précédent du record du bassin nord-est du Pacifique était l'ouragan Linda de 1997 avec des vents de 295 km/h et une pression de 902 hPa. Une réanalyse des données effectuée par la suite a montré que la pression centrale était en fait de 872 hPa et les vents de 343 km/h.
À l'échelle mondiale, les vents soutenus de Patricia sont classés comme les plus élevés jamais observés ou estimés de manière fiable dans un cyclone tropical, dépassant ceux du typhon Haiyan de 2013. Toutefois, les vents dans Haiyan ont été seulement estimées par les observations satellitaires, via la technique de Dvorak, ce qui rend ces derniers incertains. Selon l'Organisation météorologique mondiale, le typhon Nancy de 1961 a produit de plus forts vents soutenus de 345 km/h. Cependant, il est largement admis que la reconnaissance aérienne des cyclones du Pacifique ouest au cours des années 1940 à 1960 a surestimé l'intensité de ces tempêtes et le record de Nancy est considérée comme douteux. La rafale de vent la plus forte par un cyclone tropical, ainsi que le vent le plus intense hors d'une tornade jamais enregistré, est toujours conservé par le cyclone Olivia de 1996 : 408 km/h sur l’île de Barrow (Australie-Occidentale).
L'ampleur de l'intensification rapide de Patricia est parmi les plus rapides jamais observées. En l'espace de 24 heures, les 22 et 23 octobre, sa pression centrale a diminué de 100 hPa. Cette chute est juste en deçà de l'intensification du record du monde établi par le typhon Forrest (en) en 1983, qui présenta une chute identique de pression mais en moins de 24 heures. Les vents soutenus de 265 km/h enregistrés par une station météorologique terrestre au passage de Patricia sont les plus forts mesurés directement au sol pour un ouragan du Pacifique,. Le précédent record était de 260 km/h enregistré au Mexique en 1959 lorsqu'un ouragan a touché la côte (réanalysée récemment à la catégorie 4). Patricia est le seul ouragan à avoir fait la même chose à la catégorie 5 dans ce bassin océanique,.